# Калейдоскоп (сериал)
«Калейдоскоп» (англ. Kaleidoscope) — американский драматический телесериал, созданный Эриком Гарсиа. Премьера сериала состоялась 1 января 2023 года на сервисе Netflix. Первый сезон состоит из восьми эпизодов.

## Сюжет
Сюжет сериала основан на реальной истории 2012 года, когда во время урагана Сэнди в центре Манхэттена пропали облигации на сумму 70 миллиардов долларов. История начинается за 24 года до ограбления и заканчивается 6 месяцев спустя, охватывая 25 лет. Опытный вор Рэй Вернон отбывает срок в тюрьме. Он вынашивает план ограбления финансовой компании SLS, президентом которой является его старый знакомый Грэм Девис. Их связывает криминальное прошлое. 24-года назад во время общего дела случайно погибла супруга Вернона, которую мог спасти Грэм, однако он предпочёл собственную безопасность. Вернон решает вынести из хранилища SLS ценные бумаги на $7 млрд. Для этого сначала он организует свой побег из тюрьмы и обставляет всё так, как если бы он погиб. Далее Вернон, при помощи своего адвоката и любовницы Авы Мерсер, собирает команду преступников, способных справиться с делом: медвежатника, водителя, химика и других персонажей. Преступникам предстоит технически сложное преступление, которое требует пройти несколько уровней безопасности и проникнуть в хранилище. Ограбление должно пройти в момент, когда город накроет ураган, что поможет скрыться.
Преступникам противостоит агент ФБР Назан Аббаси, которая догадывается о том, что Вернон жив. Также расстраивает планы ограбления дочь Вернона Ханна Ким, ныне отвечающая за безопасность SLS. У Вернона сложные отношения с дочерью, так как будучи в тюрьме отказался видеться с ней. После побега он попытался встретиться, но найти общий язык не смог. В итоге, ограбление проходит не удачно. Двое членов банды погибли или получили тяжёлые ранения. Когда преступники проверяют добычу, оказывается, что вместо облигаций они вынесли чистую бумагу. Оказалось, что Ханна вмешалась в ход ограбления и подменила бумаги. Руководство SLS было в курсе операции. Облигации будут объявлены как украденные, компания получит страховку и затем сбудет их, после того как уляжется шум. Девис оказывается в тюрьме. Вернон, перед тем как покинуть хранилище SLS, подбросил в личный сейф Девиса краденное ожерелье, за что его и арестовали. Вернон вынужден залечь на дно и обречён медленно умирать от болезни Паркинсона.

## В ролях

### Главные роли
- Джанкарло Эспозито — Рэй Вернон / Лео Пап
- Руфус Сьюэлл — Грэм Девис / Роджер Салас
- Паз Вега — Ава Мерсер
- Питер Марк Кендалл — Стэн Лумис
- Розалин Элбэй — Джуди Гудвин (Штраус)
- Джай Кортни — Боб Гудвин
- Тати Габриэль — Ханна Ким (Вернон)

### Второстепенные роли
- Джоран Мендоса — ЭрДжей Акоста мл.
- Хемки Мадера — Карлос Суджо
- Суджон Сон — Лиз Ким
- Джон Ганс Тестер — Стефан Тиле
- Ниуша Нур — Назан Абасси
- Бубба Уайлер — Сэмюэл Тоби

## Производство и премьера
16 сентября 2021 года стало известно, что компания Netflix заказала восемь эпизодов сериала под рабочим названием Jigsaw. Эрик Гарсия выступит в качестве сценариста и исполнительного продюсера совместно с Ридли Скоттом. Производством сериала занимаются Scott Free Productions и Automatik Entertainment. Сюжет сериала построен в нелинейном порядке, и зрители смогут выбирать, в каком порядке смотреть эпизоды, ведущие к финалу.
Одновременно с анонсом сериала был объявлено, что к актёрскому составу присоединились Джанкарло Эспозито, Паз Вега, Руфус Сьюэлл, Тати Габриэль, Питер Марк Кендалл, Розалин Элбай, Джай Кортни, Ниуша Нур и Джордан Мендоза. Жозе Падилья станет режиссёром первых двух эпизодов.
Съёмки начались 1 сентября 2021 года на Netflix Studios в Бушуике, Бруклин, и это первое производство на студии в Бушуике. Съёмки также проходили на 28 Liberty в финансовом районе Манхэттена. Съёмки завершились 16 марта 2022 года.
Премьера сериала состоялась 1 января 2023 года на сервисе Netflix.
Каждый эпизод сериала имеет название, связанное с определённым цветом, который соотносится с основным элементом данного эпизода. История охватывает период от двадцати четырёх лет до ограбления до шести месяцев после ограбления. Netflix предлагает зрителям посмотреть эпизоды в различном порядке, например, нелинейно, как «Криминальное чтиво» или как классическую детективную историю. Подход Netflix, при котором первые семь эпизодов представлены в произвольном порядке, а затем следует эпизод «Белый», допускает 5 040 вариантов. Просмотр всех эпизодов (включая «Белый») в любом порядке позволяет получить в общей сложности 40 320 комбинаций.

## Список эпизодов
| № | Название                                                                    | Режиссёр        | Автор сценария                | Дата премьеры |
| - | --------------------------------------------------------------------------- | --------------- | ----------------------------- | ------------- |
| 1 | «Желтый (6 недель до ограбления)» «"Yellow" (6 Weeks Before the Heist)»     | Эверардо Гоут   | Эрик Гарсия                   | 1 января 2023 |
| 2 | «Зеленый (7 лет до ограбления)» «"Green" (7 Years Before the Heist)»        | Роберт Таунсенд | Эван Эндикотт и Джош Стоддард | 1 января 2023 |
| 3 | «Голубой (5 дней до ограбления)» «"Blue" (5 Days Before the Heist)»         | Эверардо Гоут   | Гаррет Лернер                 | 1 января 2023 |
| 4 | «Оранжевый (3 недели до ограбления)» «"Orange" (3 Weeks Before the Heist)»  | Майрзи Алмас    | Кейт Барноу                   | 1 января 2023 |
| 5 | «Фиолетовый (24 года до ограбления)» «"Violet" (24 Years Before the Heist)» | Роберт Таунсенд | Нинг Чжоу                     | 1 января 2023 |
| 6 | «Красный (Утро после ограбления)» «"Red" (The Morning After the Heist)»     | Рассел Ли Файн  | Эрик Гарсия                   | 1 января 2023 |
| 7 | «Розовый (6 месяцев после ограбления)» «"Pink" (6 Months After the Heist)»  | Майрзи Алмас    | Кален Иган                    | 1 января 2023 |
| 8 | «Белый (Ограбление)» «"White" (The Heist)»                                  | Рассел Ли Файн  | Эрик Гарсия                   | 1 января 2023 |

## Критика
На сайте Rotten Tomatoes фильм имеет рейтинг 47 % основанный на 32 отзывах, со средней оценкой 6.1/10. На Metacritic средневзвешенная оценка составляет 59 из 100 на основе 14 рецензий.